# Dayakmistelfresser
Der Dayakmistelfresser (Dicaeum dayakorum) ist eine wenig erforschte Singvogelart aus der Familie der Mistelfresser (Dicaeidae). Er ist auf Borneo heimisch. Die Art wurde 2009 entdeckt und 2019 wissenschaftlich beschrieben. Das Artepitheton dayakorum bezieht sich auf die Dayak, eine indigene Bevölkerung, die als Kopfjäger bekannt war.

## Merkmale
Die Maß- und Merkmalsangaben beziehen sich auf den Holotypus, ein Weibchen, das im März 2019 gesammelt wurde. Die Gesamtlänge beträgt 8 cm und das Gewicht 7,8 g. Die Flügellänge beträgt 48,4 mm, die Schwanzlänge 24 mm, die Schnabellänge 8 mm, die Schnabelbreite 3,6 mm, die Schnabeltiefe 3,3 mm und die Tarsuslänge 11,8 mm. Stirn, Scheitel, Rücken und Bürzel sind dunkelgrau. Die Wangen sind weniger, die Flügeldecken sowie die Schwungfedern sind stärker dunkel. Die Steuerfedern sind fast schwarz, die Unterseite ist dunkelgrau. Die auffälligen, dünnen Augenbögen sind reinweiß und formen einen gebrochenen Augenring. Ein stumpfweißer Streifen über den Zügeln erstreckt sich von kurz hinter den Augenhöhlen bis zu den Nasenlöchern. Der ebenfalls stumpfweiße Unterbartstreif wird in Richtung des Schnabels undeutlicher. Die Mitte der Kehle ist weiß und formt einen Streifen, der sich unterhalb der Kehle leicht verengt (bis 3,5 mm breit) und bis zum Steiß reicht. Die Seiten und Flanken sind mittelgrau, mit hellen bräunlichen Untertönen. Die Brustfederbüschel und die Unterflügeldecken sind reinweiß. Die Oberschenkel sind dunkelgrau mit hellen Rändern. Die weiße Färbung der Bauchpartie reicht bis zu den Unterschwanzdecken, die undeutlich gesprenkelt oder dunkel gefärbt sind. Der Oberschnabel ist schwarz, der Unterschnabel grau mit einer dunklen Spitze. Die Iris ist dunkelbraun. Die Tarsi und Zehen sind schwarz.
Die Männchen wurden nicht näher untersucht. Es wird vermutet, dass bei ihnen die Augenbögen stärker weiß sind, die Schwänze länger, das Gefieder dunkler grau, die Brustfederbüschel deutlich weißer und der weiße Mittelstreifen auf der Unterseite stärker ausgeprägt ist. Diese möglichen Unterschiede müssen jedoch noch bestätigt werden.

## Verbreitung
Der Dayakmistelfresser ist derzeit von insgesamt nur sechs Fundorten und weniger als 20 Sichtungen bekannt. Von diesen sind einige dokumentiert, alle in der nördlichen Hälfte von Borneo und die meisten auf malaysischem Gebiet. Dies sind die Danum Valley Conservation Area, Sabah, im Juni 2009, das Labi Hills Forest Reserve (Brunei) im August 2014 und das Maliau-Becken in Sabah, im September 2014. Einige Sichtungen erfolgten im Bukit Batikap Protection Forest, Kalimantan (Indonesien) im Januar, im März und zwischen September und November 2015, am Belalong Canopy Walkway (Brunei) im Mai 2017 und im Lanjak Entimau Wildlife Sanctuary, Sarawak, im März 2019.

## Lebensraum
David P. Edwards und seine Kollegen vermuteten, dass der Dayakmistelfresser ein Baumkronenspezialist sein könnte, was das Fehlen von Aufzeichnungen über eine so auffällige Art vor dem 21. Jahrhundert erklären könnte. Die meisten (vielleicht sogar alle) Nachweise sind aus dem Tiefland, zwischen 30 und 350 m, bekannt, Sichtungen im Maliau Basin stammen jedoch aus einer nicht genannten Höhenlage (wahrscheinlich irgendwo zwischen 260 und 1100 m). Beobachtungen in Brunei und Sabah stammen aus höhergelegenen, gemischten oder relativ trockenen, Flügelfruchtgewächs-Wäldern. Alle Sichtungen im Bukit Batikap Protection Forest in Zentralkalimantan stammten aus ungestörten Hügel- oder niedrigeren Bergwäldern mit einem deutlich niedrigeren Kronendach im Vergleich zu den umliegenden Wäldern, die von Zweiflügelfruchtbäumen dominiert werden.

## Lebensweise
Über das Nahrungsverhalten des Dayakmistelfressers ist nur wenig bekannt. Als die Vögel 2009 im Danum Valley in Sabah erstmals beobachtet wurden, ernährten sie sich von einer fruchttragenden epiphytischen Mistel, die auf einem 60 m hohen Baum der Art Koompassia excelsa parasitierte. Andere Mistelfresser-Arten, die diese Mistel ebenfalls besuchten, waren der Goldbrust-Mistelfresser, der Gelbbürzel-Mistelfresser, der Gelbsteiß-Mistelfresser und der Orangebauch-Mistelfresser. Ein Vogel, den Hanyrol H Ahmad Sah im Jahr 2016 auf dem Belalong Canopy Walkway in Brunei fotografierte, ernährte sich von den reifen orangefarbenen Beeren einer epiphytischen Medinille in Höhe der Baumkronen. In Bukit Batikap in Zentralkalimantan wurden Dayakmistelfresser beobachtet, die sich von Misteln ernährten.
Das Fortpflanzungsverhalten ist nicht erforscht.

## Lautäußerungen
Der Gesang des Männchens umfasst eine Reihe von ungefähr 12 bis 18 hochfrequenten Tönen, die in der Tonlage ansteigen und dann abfallen, beginnend mit zwei Tönen bei 4,8 kHz, dann sofort zu seinem Triller beschleunigt wird, der von 5,3 kHz bis zu einem Maximum bei 6,1 kHz ansteigt und für die letzten drei Töne auf 5,7 kHz abfällt. Das Gesamtintervall beträgt 1,5 Sekunden, wovon der Triller 1,3 bis 1,4 Sekunden umfasst. Die Geschwindigkeit kann variieren.
Der Ruf wird als kurzes, raues tsep beschrieben, das in schnellen Stößen von mehreren Tönen wiedergegeben wird, mit einzelnen oder doppelten Tönen, die unregelmäßig während der Nahrungssuche ertönen. Jeder Ton hat ein Intervall von 0,03 Sekunden, die Tonhöhe beträgt 4 kHz, die Obertöne erreichen 7 bis 14 kHz. Raue Rufe wechseln sich manchmal mit höheren Pfeiftönen ab, die sich wie tsep-peep, tsep-peep anhören.

## Status
Der Dayakmistelfresser wurde 2020 in die Rote Liste gefährdeter Arten der IUCN aufgenommen und in die Kategorie „unzureichende Datenlage“ (data deficient) klassifiziert. Einerseits lassen die sehr seltenen Sichtungen, selbst an häufig besuchten Standorten, darauf schließen, dass die Art sehr selten sein könnte, andererseits deutet die geografische Verteilung der verfügbaren Nachweise darauf hin, dass sie einfach sehr schwer auffindbar ist. Wie Saucier und seine Kollegen jedoch feststellten, weisen alle bisherigen Aufzeichnungen auf eine starke Abhängigkeit von unberührten oder weitgehend intakten Wäldern hin, die in mäßig schnellem Tempo verschwinden und fragmentiert werden, so dass es plausibel erscheint, dass die Art entweder als „vom Aussterben bedroht“ oder „stark gefährdet“ eingestuft werden könnte, am anderen Ende des Spektrums jedoch als „nicht gefährdet“ gilt, wenn die Population 10.000 geschlechtsreife Individuen übersteigt.